# أيه كي أس -74 يو
أيه كي أس -74 يو ، هو الإصدار الأخير لبندقية الإقتحام إيه كيه-74، وهو يصنف ضمن المسدسات الرشاشة، كما أنه معروف لدى الملايين من المشاهدين لفيديوهات أسامة بن لادن.

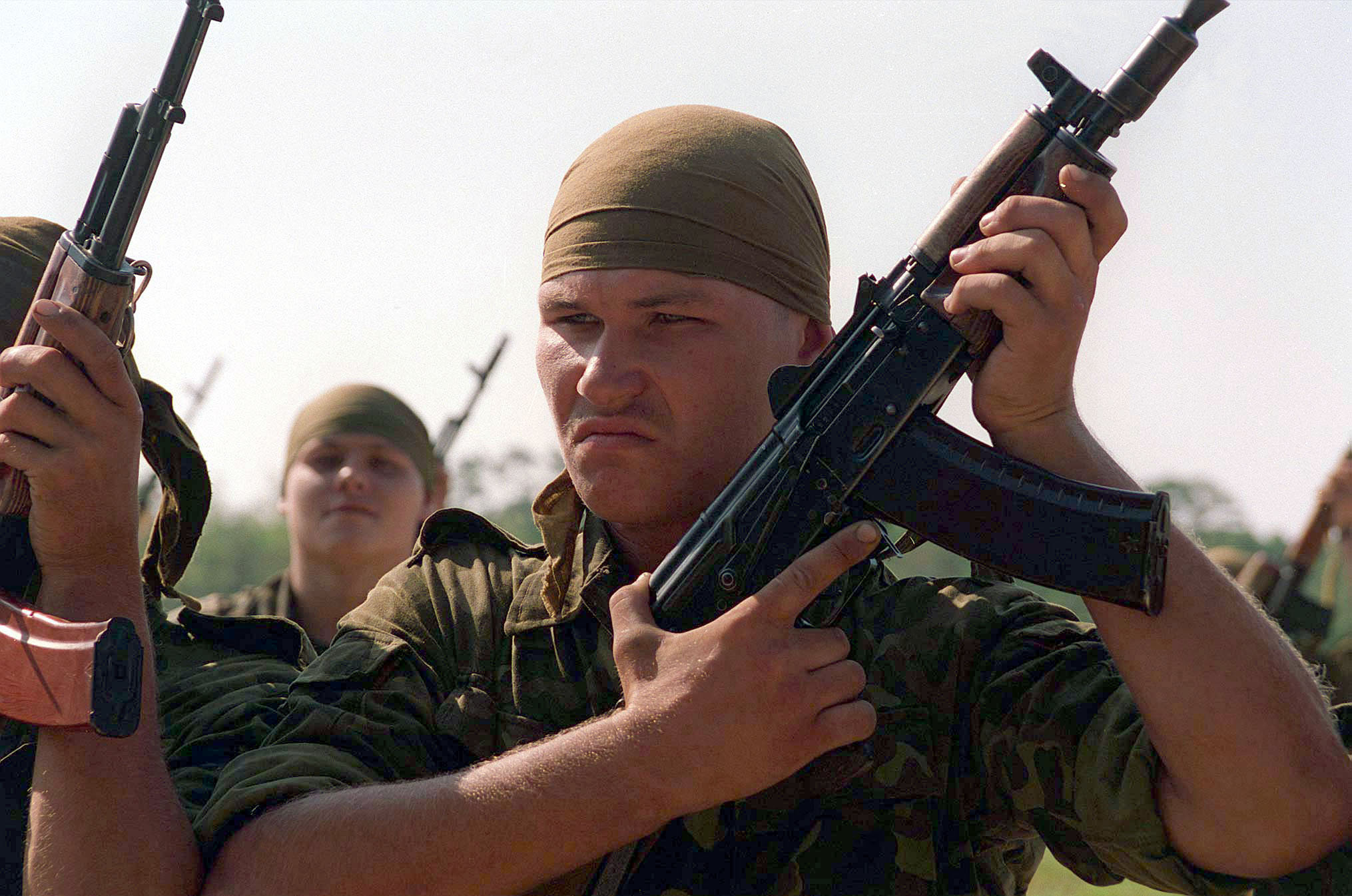
جنود البحرية الوكرانية

## تعريف
في سنة 1979 وقبل أيه كي أس -74 يو، كان هناك إصدار قصير جدا بالأخص في الجنود المختصين في فرق المدرعات، حيث كان طول هذا الإصدار 490 ميليمتر، مما أدى إلى صدور أيه كي أس -74 يو، فماسورته جد قصيرة وتبلغ مسافتها نحو 210 ميليمتر وتعمل عن طريق الغاز وهي قريبة من غرفة النار المتواجدة داخل البندقية، كما أن السلاح يمنحك الراحة في التسديد وإطلاق الأعيرة النارية.

## أسماء أخرى تطلق عليه
- AKSU-74[3]
- AKR-74
- Krinkov
- AK-74

## البلدان المستعملة له
- أفغانستان
- العراق
- لبنان
- إيران

## الحروب التي أستعمل فيها أيه كي أس -74 يو
- الحرب السوفيتية في أفغانستان[4]
- حرب أفغانستان (2001–14)
- الحرب الشيشانية الأولى
- الحرب الشيشانية الثانية
- الحرب السورية الاهلية